# Federica Cafferata
Federica Cafferata (Genova, 7 maggio 2000) è una calciatrice italiana, difensore della Lazio e della nazionale italiana.

## Carriera

### Club
Cafferata fin da giovanissima è attratta dallo sport, provando diverse discipline prima di scegliere di proseguire l'attività con il calcio. Gioca in squadre miste fino ai 15 anni, età limite per disputare campionati nelle squadre giovanili miste, trasferendosi in seguito alla sua prima squadra interamente femminile, il Ligorna 1922 di Genova. Con la società ligure viene inserita in rosa con la prima squadra che disputa il girone A della Serie B, secondo livello del campionato italiano femminile di calcio, nella stagione 2017-2018, l'ultima che prevedeva la formula a 4 gironi e che avrebbe visto a fine campionato, data la riforma decisa dalla Federcalcio italiana, la retrocessione in Serie C della gran parte delle società iscritte. In quella stagione Cafferata condivide con le compagne un campionato di media classifica chiudendolo all'8º posto, insufficiente a evitare la retrocessione, decidendo di rimanere con la società anche la stagione successiva.
Durante la sessione estiva 2019 di calciomercato, pur ricevendo proposte da diverse società, anche di Serie A, decide alla fine di accettare quella del Napoli, ritenendo più opportuno non fare un doppio salto di categoria ripartendo con le partenopee dal campionato cadetto a girone unico. Con la nuova squadra gioca un campionato di vertice, con il solo San Marino in grado di contendere al Napoli il primo posto, tuttavia dopo il definitivo sorpasso delle titane nello scontro diretto di ritorno, le imposizioni dovute alla pandemia di COVID-19 hanno prima interrotto e poi definitivamente sospeso il campionato, decretando comunque il ritorno nella massima serie di una squadra napoletana. Cafferata chiude la stagione maturando 9 presenze in campionato, siglando anche la sua prima rete in maglia biancazzurra, quella che il 15 dicembre 2019, all'8ª giornata, fissa sul 6-1 il risultato della vittoria in trasferta sulla Novese.
Sempre alla guida del tecnico Giuseppe Marino affronta con le compagne l'impegnativa stagione 2020-2021, che vede la squadra arrancare nella prima parte del campionato, incapace di massimizzare le potenzialità dell'organico. Pur nell'avvicendamento sulla panchina del tecnico dalla 10ª giornata, l'arrivo dell'ex Empoli Alessandro Pistolesi non mina la fiducia in Cafferata che riconquistata il posto da titolare nel reparto difensivo, risulta alla fine determinante per la salvezza della squadra andando ad aprire le marcature partenopee della rimonta nell'incontro casalingo della 17ª giornata proprio con l'Empoli, partita chiusa sul 3-3, risultato che porta il Napoli al 10º posto senza più lasciarlo fino al termine del torneo.
Dopo due stagioni al Napoli, il 17 luglio 2021 Cafferata si è trasferita a titolo definitivo alla Fiorentina, sempre in Serie A.
Dal 1º luglio 2023 Cafferata si è ufficialmente trasferita a parametro zero alla Juventus a partire dal 1º luglio seguente, firmando un contratto triennale con la società bianconera. Nell'estate 2024 viene poi ceduta in prestito alla Sampdoria, continuando a giocare in Serie A.
Il 24 gennaio 2025, invece, viene acquistata, sempre in prestito, dalla Lazio, neo-promossa in Serie A. Il 1° luglio seguente, viene ufficialmente riscattata dal club biancoceleste.

### Nazionale
Cafferata ha rappresentato l'Italia a tutti i livelli giovanili, giocando per le formazioni Under-16, Under-17, Under-19 e Under-23.
Nel maggio del 2022, ha ricevuto la sua prima convocazione in nazionale maggiore dalla CT Milena Bertolini, prendendo parte a un raduno in vista degli Europei dello stesso anno.
Il 10 ottobre seguente, il difensore ha esordito con la maglia azzurra, subentrando a Valentina Cernoia nei minuti finali dell'amichevole persa per 1-0 contro il Brasile.

## Statistiche

### Presenze e reti nei club
Statistiche aggiornate al 28 aprile 2025.
| Stagione          | Squadra           | Campionato        | Campionato | Campionato | Coppe nazionali | Coppe nazionali | Coppe nazionali | Coppe continentali | Coppe continentali | Coppe continentali | Altre coppe | Altre coppe | Altre coppe | Totale | Totale |
| Stagione          | Squadra           | Comp              | Pres       | Reti       | Comp            | Pres            | Reti            | Comp               | Pres               | Reti               | Comp        | Pres        | Reti        | Pres   | Reti   |
| ----------------- | ----------------- | ----------------- | ---------- | ---------- | --------------- | --------------- | --------------- | ------------------ | ------------------ | ------------------ | ----------- | ----------- | ----------- | ------ | ------ |
| 2019-2020         | Napoli            | B                 | 9          | 1          | CI              | ?               | ?               | -                  | -                  | -                  | -           | -           | -           | 9+     | 1+     |
| 2020-2021         | Napoli            | A                 | 20         | 1          | CI              | 2               | 0               | -                  | -                  | -                  | -           | -           | -           | 22     | 1      |
| Totale Napoli     | Totale Napoli     | Totale Napoli     | 29         | 2          |                 | 2+              | 0               |                    | -                  | -                  |             | -           | -           | 31+    | 2      |
| 2021-2022         | Fiorentina        | A                 | 21         | 0          | CI              | 3               | 0               | -                  | -                  | -                  | -           | -           | -           | 24     | 0      |
| 2022-2023         | Fiorentina        | A                 | 22         | 0          | CI              | 3               | 0               | -                  | -                  | -                  | -           | -           | -           | 25     | 0      |
| Totale Fiorentina | Totale Fiorentina | Totale Fiorentina | 43         | 0          |                 | 6               | 0               |                    | -                  | -                  |             | -           | -           | 49     | 0      |
| 2023-2024         | Juventus          | A                 | 5          | 0          | CI              | 3               | 0               | UWCL               | 0                  | 0                  | SI          | 0           | 0           | 8      | 0      |
| 2024-gen. 2025    | Sampdoria         | A                 | 11         | 0          | CI              | 1               | 0               | -                  | -                  | -                  | -           | -           | -           | 12     | 0      |
| gen.-giu. 2025    | Lazio             | A                 | 6          | 0          | CI              | 1               | 0               | -                  | -                  | -                  | -           | -           | -           | 7      | 0      |
| Totale carriera   | Totale carriera   | Totale carriera   | 94         | 2          |                 | 13+             | 0+              |                    | 0                  | 0                  |             | 0           | 0           | 107+   | 2+     |

### Cronologia presenze e reti in nazionale
| Cronologia completa delle presenze e delle reti in nazionale ― Italia | Cronologia completa delle presenze e delle reti in nazionale ― Italia | Cronologia completa delle presenze e delle reti in nazionale ― Italia | Cronologia completa delle presenze e delle reti in nazionale ― Italia | Cronologia completa delle presenze e delle reti in nazionale ― Italia | Cronologia completa delle presenze e delle reti in nazionale ― Italia | Cronologia completa delle presenze e delle reti in nazionale ― Italia | Cronologia completa delle presenze e delle reti in nazionale ― Italia |
| Data                                                                  | Città                                                                 | In casa                                                               | Risultato                                                             | Ospiti                                                                | Competizione                                                          | Reti                                                                  | Note                                                                  |
| --------------------------------------------------------------------- | --------------------------------------------------------------------- | --------------------------------------------------------------------- | --------------------------------------------------------------------- | --------------------------------------------------------------------- | --------------------------------------------------------------------- | --------------------------------------------------------------------- | --------------------------------------------------------------------- |
| 10-10-2022                                                            | Genova                                                                | Italia                                                                | 0 – 1                                                                 | Brasile                                                               | Amichevole                                                            | -                                                                     | 88’                                                                   |
| 15-11-2022                                                            | Belfast                                                               | Irlanda del Nord                                                      | 1 – 0                                                                 | Italia                                                                | Amichevole                                                            | -                                                                     |                                                                       |
| Totale                                                                |                                                                       | Presenze                                                              | 2                                                                     |                                                                       | Reti                                                                  | 0                                                                     |                                                                       |

## Palmarès

### Club
- Campionato italiano di Serie B: 1

Napoli: 2019-2020
- Supercoppa italiana: 1

Juventus: 2023